# عصام زينو
عصام زينو هو لاعب كرة قدم سوري. يلعب كمهاجم.